# Adieu, cigogne, adieu
Pour plus de détails, voir Fiche technique et Distribution.
Adieu, cigogne, Adieu (Adiós cigüeña, adiós)  est un film espagnol dramatico-romantique de la nouvelle vague espagnole co-écrit et réalise Manuel Summers, sorti en 197,. Mettant en vedette par Maria Isabel Álvarez, Francisco Villa et Curro Martín Summers.
Ce film est lié à Del Rosa Al Amarillo (1963) car il se concentre sur l'enfance et la vieillesse.

## Synopsis
Un groupe d'adolescents sans aucune éducation sexuelle vit ses premiers amours et passions. Paloma, une fille de douze ans et Arturo, un garçon de quinze tombent amoureux. Au cours d'une excursion en sports d'hiver, ils font l'amour contre la volonté de Paloma et celle-ci tombe enceinte. Craignant la réaction de ses parents, Paloma décide de ne rien leur dire. Le groupe d'amis s'active alors pour cacher la grossesse et préparer au mieux l'accouchement.

## Production
Le film a tourné à Madrid et en la Navacerrada.

## Fiche technique
- Titre original : Adiós, cigüeña, adiós
- Titre français : Adieu, cigogne, adieu
- Réalisation : Manuel Summers
- Scénario : Antonio de Lara et Manuel Summers
- Production : Antonio Cuevas
- Musique originale : Antonio Pérez Olea
- Photographie : Luis Cuadrado
- Montage : Pablo González del Amo
- Pays : Espagne
- Langue : Espagnol
- Dates de sortie : 
  - Espagne : 11 octobre 1971
  - France : 19 avril 1973

## Distribution
- María Isabel Álvarez : Paloma
- Francisco Villa : Arturo
- Mercedes Boque
- Alfredo Santacruz
- Currito Martín
- Beatriz Galbó
- Joaquín Goma
- María Rosa Torrico
- Alicia Peramó
- Luís A. de la Peña

## Autour du film
- Le film fut certainement le plus grand succès de l'année 1971 en Espagne.
- Ce même succès poussa le réalisateur à tourner une suite, initialement non prévue, en 1973, El niño es nuestro (L'enfant est à nous), qui ne connaitra pas le triomphe de son prédécesseur.
- Aucun des acteurs n'étaient professionnels, y compris les adultes.
- L'édition DVD regroupe les deux films, considérés comme un diptyque.